# 李日華 (吳縣人)
李日華，江南吳縣（今屬蘇州市）人，明代戏剧家，約正德、嘉靖年間人，生卒年及事蹟無考。以剧作《南西廂記》聞名。陸采說：“李日華取實甫之語，翻為南曲，而措詞命意之妙幾失之矣。”